# Pedro Chaves
Pedro Antonio Chaves Matos (ur. 27 lutego 1965 roku w Porto) – portugalski kierowca wyścigowy i rajdowy.

## Życiorys

### Wyścigi
Pedro karierę rozpoczynał od kartingu. Po jej zakończeniu, postanowił rozpocząć poważną karierę wyścigową, debiutując w Brytyjskiej Formule Ford, w 1986 roku. Następnie przeniósł się do Brytyjskiej Formuły 3000, gdzie w 1990 roku zdobył tytuł mistrzowski. Poza tym wystąpił w kilku rundach Europejskiej Formuły 3000.
W sezonie 1991, dzięki dużym nakładom finansowym, zadebiutował Formule 1, w biednym zespole Coloni, który wystawił tylko jeden bolid. Stąd też Chaves, w ciągu trzynastu zgłoszeń, ani razu nie zdołał zakwalifikować się do wyścigu i po rodzimym Grand Prix Portugalii opuścił włoską stajnię, razem z pieniędzmi zapłaconymi, za starty.
W roku 1992 powrócił do F3000, jednakże ponownie z miernym skutkiem. W latach 1993–1995, w zespole Brian Stewart Racing, Pedro brał udział w amerykańskiej serii Indy Lights, gdzie jego najlepszym rezultatem było zwycięstwo, podczas wyścigu w Vancouver. Po trzech latach startów w Ameryce, Chaves wrócił do Europy, w której ścigał się w Hiszpańskich Mistrzostwach Samochodów Turystycznych oraz FIA GT. W tej pierwszej został wicemistrzem.
Po krótkim, ale owocnym epizodzie w rajdach, powrócił do wyścigów i już w pierwszym sezonie, w parze ze swoim rodakiem, Miguelem Ramosem, został mistrzem hiszpańskich mistrzostw GT. Poza tym rywalizował również w najwyższej serii samochodów sportowych – FIA GT – oraz w najbardziej prestiżowym, 24-godzinnym wyścigu w Le Mans

### Rajdy
W latach 1998–2000 Portugalczyk z sukcesem brał udział w Rajdowych Mistrzostwach Portugalii. Zdobył wówczas dwa tytuły mistrzowskie w drugim i trzecim podejściu, co jak na bardzo małe doświadczenie z w tego typu pojazdach, było oszałamiającym wynikiem. Prowadził wtedy Toyotę Corolla WRC, a jego pilotem był Sérgio Paiva. Do rajdów powrócił jeszcze w 2005 i 2006 roku, jednakże jego forma nie była już tak dobra.

### Po zakończeniu kariery
W 2008 roku objął kierownictwo narodowej ekipy Portugalii, startującej w A1 Grand Prix. Poza tym kieruje karierą własnego syna, Dawida.